# Nyan Koi!
Nyan Koi! (jap. にゃんこい!, dt. „Miau-Liebe“) ist eine Manga-Reihe des japanischen Künstlers Sato Fujiwara, die seit dem 10. August 2007 im Webcomic-Magazin FlexComix Blood von Flex Comix veröffentlicht wurde. Im Jahr 2009 wurde sie durch eine Anime-Fernsehserie adaptiert, die von AIC produziert wurde.

## Handlung
Jumpei Kōsaka (高坂 潤平, Kōsaka Jumpei) ist ein gewöhnlicher Oberschüler, der Katzen nicht ausstehen kann, da er gegen sie allergisch ist. Auf dem Heimweg von der Schule sieht er eine leere Büchse auf der Straße liegen, die er mit einem gezielten Tritt in den Mülleimer befördern will. Jedoch verfehlt er sein Ziel und enthauptet die Statue der örtlichen Schutzgöttin der Katzen Neko-jizō-sama. Seitdem steht er unter einem Fluch, der ihn dazu bringt, die Sprache der Katzen zu verstehen, was auch die meist mürrisch gelaunte Hauskatze seiner Familie Nyamusasu einschließt. Da er sich nicht besser zu helfen weiß, sucht er einen Priester in der Region auf, dessen Gespräche ihn aber nicht erleuchten können. Stattdessen berichten ihm die Katzen, dass er ihnen 100 Wünsche erfüllen müsse, damit er nicht selbst zu einer Katze werde. Aufgrund seiner Allergie ist dies jedoch eine grausame Vorstellung. Seitdem gehorcht er widerwillig den von ihm verhassten Katzen. Ebenfalls quält es ihn, dass seine große Liebe Kaede Mizuno (水野 楓, Mizuno Kaede) Katzen über alles liebt, sie dabei jedoch oft zu weit geht und es für die Katzen eher eine Qual ist.
Bei der Erfüllung der Wünsche verschiedenster Katzen gerät er immer wieder in missliche Situationen. Dabei rückt ihm vor allem seine Kindheitsfreundin Kanako Sumiyoshi (住吉 加奈子, Sumiyoshi Kanako) auf die Pelle, die trotz zunächst sehr starker Ablehnung sich schließlich in ihn verliebt. Junpei ist jedoch nicht in der Lage, dies zu realisieren und kann sich auch weiterhin nur Kaede als die Liebe seines Lebens vorstellen. In diese Dreiecksbeziehung mischt sich vor allem die sportliche, aber auch sehr männlich wirkende Nagi Ichinose (一ノ瀬 凪, Ichinose Nagi) ein. Aus einer sehr reichen Familie stammend, die enge Beziehungen zur Mafia unterhält, besitzt sie zahlreiche Möglichkeiten, um Jumpei das Leben zu verkomplizieren.
Um seinem Schicksal zu entfliehen, ersucht er unter anderem die Hilfe der beiden Schwestern Kotone Kirishima (桐島 琴音, Kirishima Kotone) und Akari Kirishima (桐島 朱莉, Kirishima Akari), die die Töchter des buddhistischen Mönchs Keizō Kirishima (桐島 啓造, Kirishima Keizō) sind. Kotone ist die ältere der beiden Schwestern und besitzt oberflächlich ein ruhiges und anmutiges Verhalten. Insgeheim ist sie aber sadistisch, verträumt und ein Stalker. Akari ist ihr Gegenstück und legt die typischen Verhaltensmuster einer Tsundere an den Tag. Neben ihnen trifft er häufiger auf die als Zusteller arbeitende Studentin Chizuru Mochizuki (望月 千鶴, Mochizuki Chizuru), die sich durchaus zu Jumpei hingezogen fühlt und durch ihre Präsenz immer wieder diverse Gerüchte auslöst.

## Entstehung und Veröffentlichungen
Der Manga wird von dem Künstler Sato Fujiwara (藤原 里) geschrieben und steht auf der Website von Flex Comix innerhalb des Web-Magazins FlexComix Blood seit dem 10. August 2007 zum Lesen zur Verfügung. Zusammengefasste Kapitel wurden in mehreren Tankōbon-Ausgaben veröffentlicht. Außerhalb Japans wurde der Manga von CMX Manga in den Vereinigten Staaten lizenziert.
- Bd. 1: ISBN 978-4-7973-4796-8, 25. Mai 2008
- Bd. 2: ISBN 978-4-7973-5016-6, 11. September 2008
- Bd. 3: ISBN 978-4-7973-5352-5, 12. März 2009
- Bd. 4: ISBN 978-4-7973-5614-4 / ISBN 978-4-7973-5613-7, 12. September 2009
- Bd. 5: ISBN 978-4-7973-5898-8, 12. März 2010

## Anime
Aufbauend auf dem Manga entstand 2009 eine von AIC unter der Regie von Keiichirō Kawaguchi produzierte Anime-Fernsehserie. Die 12-teilige Serie wurde erstmals vom 2. Oktober 2009 bis 18. Dezember 2009 nach Mitternacht (und damit am vorherigen Fernsehtag) auf dem japanischen Sender TBS übertragen. Einige Tage zeitversetzt begannen ebenfalls die Sender BS-i, Chubu-Nippon Broadcasting und MBS mit der Ausstrahlung.

### Synchronisation
| Rolle            | japanischer Sprecher (Seiyū) |
| ---------------- | ---------------------------- |
| Jumpei Kōsaka    | Shintarō Asanuma             |
| Kaede Mizuno     | Yuka Iguchi                  |
| Kanako Sumiyoshi | Ryōko Shiraishi              |
| Nagi Ichinose    | Yū Kobayashi                 |
| Nyamusasu        | Atsuko Tanaka                |
| Tama             | Jun Fukuyama                 |